# 8941 Junsaito
8941 Junsaito eller 1997 BL2 är en asteroid i huvudbältet som upptäcktes den 30 januari 1997 av den japanska astronomen Takao Kobayashi vid Ōizumi-observatoriet. Den är uppkallad efter Jun Saito.
Asteroiden har en diameter på ungefär 18 kilometer.